# Toussaint Service
Toussaint Service (ur. 1 listopada 1974) – kongijski piłkarz grający na pozycji pomocnika.

## Kariera klubowa
W swojej karierze piłkarskiej Service grał między innymi w klubie Étoile du Congo.

## Kariera reprezentacyjna
W reprezentacji Konga Service zadebiutował 6 kwietnia 1997 w wygranym 2:0 meczu eliminacji do MŚ 1998 z RPA, rozegranym w Pointe-Noire. W 2000 roku został powołany do kadry na Puchar Narodów Afryki 2000. Na nim wystąpił trzykrotnie: z Marokiem (0:1), z Nigerią (0:0) i z Tunezją (0:1). Od 1997 do 2000 rozegrał w kadrze narodowej 11 meczów.